# Ла-Крус (муниципалитет)
Ла-Крус (исп. La Cruz) — муниципалитет в Мексике, штат Чиуауа с административным центром в одноимённом посёлке. Численность населения, по данным переписи 2010 года, составила 3982 человека.

## Общие сведения
Название La Cruz относится к религиозному символу — святому кресту.
Площадь муниципалитета равна 1053 км², что составляет 0,43 % от общей площади штата, а наивысшая точка — 1383 метра, расположена в поселении Ла-Пуэрта.
Он граничит с другими муниципалитетами штата Чиуауа: на севере и западе с Саусильо, на востоке и юге с Камарго, и на юго-западе с Сан-Франсиско-де-Кончосом.

## Учреждение и состав
Муниципалитет был образован 21 апреля 1868 года, в его состав входит 26 населённых пунктов, самые крупные из которых:
| Код INEGI | Населённый пункт                                                                 | Численность населения (2005 год) | Численность населения (2010 год) |
| --------- | -------------------------------------------------------------------------------- | -------------------------------- | -------------------------------- |
| 016       | Всего                                                                            | 3453                             | 3982                             |
| 0001      | Ла-Крус (исп. La Cruz) 27°51′50″ с. ш. 105°11′47″ з. д.                          | 1318                             | 1671                             |
| 0005      | Эстасьон-ла-Крус (исп. Estación la Cruz) 27°49′34″ с. ш. 105°11′18″ з. д.        | 737                              | 739                              |
| 0004      | Корраленьо-де-Хуарес (исп. Corraleño de Juárez) 27°48′42″ с. ш. 105°10′06″ з. д. | 452                              | 591                              |
| 0019      | Сан-Рафаэль (исп. San Rafael) 27°53′19″ с. ш. 105°10′36″ з. д.                   | 355                              | 434                              |
| 0013      | Морьеленьо (исп. Morieleño) 27°50′04″ с. ш. 105°10′06″ з. д.                     | 185                              | 190                              |

## Экономика
По статистическим данным 2000 года, работоспособное население занято по секторам экономики в следующих пропорциях: сельское хозяйство, скотоводство и рыбная ловля — 48,7 %, промышленность и строительство — 19,1 %, сфера обслуживания и туризма — 29,9 %, прочее — 2,3 %.

## Инфраструктура
По статистическим данным 2010 года, инфраструктура развита следующим образом:

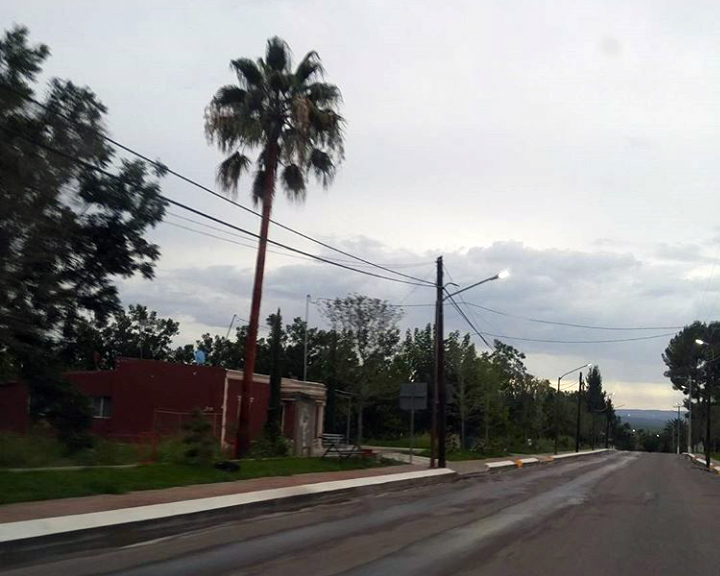
Улица в Ла-Крусе

- электрификация: 98,9 %;
- водоснабжение: 99,2 %;
- водоотведение: 95,4 %.